# De poorten van de hel
De poorten van de hel is het vijfde stripalbum uit de reeks Lefranc, bedacht en geschreven door Jacques Martin en getekend door Gilles Chaillet. 
Het verhaal startte in juni 1977 in nummer 25 van stripblad Kuifje en liep tot en met nummer 40.
Het eerste album werd in 1978 uitgegeven door uitgeverij Casterman als softcover met nummer 5 in de serie Lefranc. 
Deze uitgave kent verschillende herdrukken, in ieder geval in 1979, 1982, 1989 en 2002.

## Het verhaal
De journalist Guy Lefranc gaat met zijn beschermeling Jeanjean vliegen in het hooggebergte.Door motorproblemen storten ze neer op een plateau, waar ze Lisa en haar oma Laura Lane ontmoeten, die in de zomer op het plateau wonen om schapen te hoeden. Dan vinden er oorverdovende explosies plaats en zodra die over zijn, blijkt het dal, waar het plateau op uitkijkt, gevuld te zijn met een dikke mist. De mist blijkt alles te verbranden wat erin wordt gegooid. Laura voorziet meer rampen en gevaar en laat de schapen naar een ondergrondse schuilplaats brengen. Daarna dalen zij samen af in de grotten van de berg. In de diepte blijken oude kerkers van een middeleeuwse vesting te zijn, voorzien van - zoals Laura ze noemt - de poorten van de hel. Als ze lager komen, dringt de hitte van de verschroeiende dampen van buiten door de rotswand en wordt het extreem heet. Als de warmte wegtrekt gaan ze weer naar het plateau om te ontdekken dat het vliegtuigwrak verdwenen is.
Later trekken ze zich weer terug in de grotten en dan vertelt Laura over een vloek die een van haar voorouders in de Middeleeuwen had uitgesproken toen hij op de brandstapel was gebracht door de satanische leenheer De Quade. Die vloek zou nog steeds van kracht zijn.
Na een hevige storm blijken de nevels weggetrokken te zijn en als ze dan een vuur ontwaren op een andere heuveltop, besluiten ze daarheen te gaan. Onderweg worden ze opgepikt door een militaire helikopter. Ze bevinden zich in verboden militair gebied waar operaties plaatsvinden onder leiding van generaal De Quade.
Dan gebeuren er vreemde dingen: als de generaal aan komt vliegen in zijn helikopter weet Laura de berg in de lucht te laten vliegen waarbij de generaal omkomt en zij en haar kleindochter verdwijnen.
Het blijkt dat er een militaire blunder was begaan door de generaal De Quade waarbij experimentele raketten waren afgevuurd naar dit gebied. Dit veroorzaakte de motorstoring in Lefrancs vliegtuig, de nevels en de hitte.